# Nu mă uita (Star Trek: Generația următoare)
„Nu mă uita” (titlu original: „Remember Me”) este al 5-lea episod din al patrulea sezon al serialului TV american științifico-fantastic Star Trek: Generația următoare și al 79-lea episod în total. A avut premiera la 22 octombrie 1990.
Episodul a fost regizat de Cliff Bole după un scenariu de Lee Sheldon. 

## Prezentare
După un aparent eșec al unui experiment privind câmpul warp, pasagerii de pe nava Enterprise încep să dispară, iar Beverly Crusher este singura care își mai amintește de existența lor. 

## Actori ocazionali
- Eric Menyuk - The Traveler
- Bill Erwin - Dalen Quaice
- Colm Meaney - Miles O'Brien
- Majel Barrett - Computer Voice